# Jungle Hunt
 (août 2020).
Si vous disposez d'ouvrages ou d'articles de référence ou si vous connaissez des sites web de qualité traitant du thème abordé ici, merci de compléter l'article en donnant les références utiles à sa vérifiabilité et en les liant à la section « Notes et références ».
Jungle Hunt est un jeu vidéo de plates-formes, sorti en 1982 sur borne d'arcade. Le jeu a été développé et édité par Taito.
Il s'agit d'une adaptation non officielle de Tarzan.
Le jeu original s'appelait Jungle King, et même si Tarzan n'est pas cité dans le jeu, cela n’empêcha pas le fait que Taito soit attaqué en justice pour violation des droits d’auteurs,. C’est pourquoi Taito stoppa la diffusion de Jungle King, et sorti une seconde version, appelée Jungle Hunt. Le jeu est le même, à quelques différences près, le personnage est désormais un explorateur. Taito sortira une troisième alternative à son titre quelques mois plus tard : Pirate Pete, qui adapte le jeu à l’univers des pirates.